# Membrana elàstica

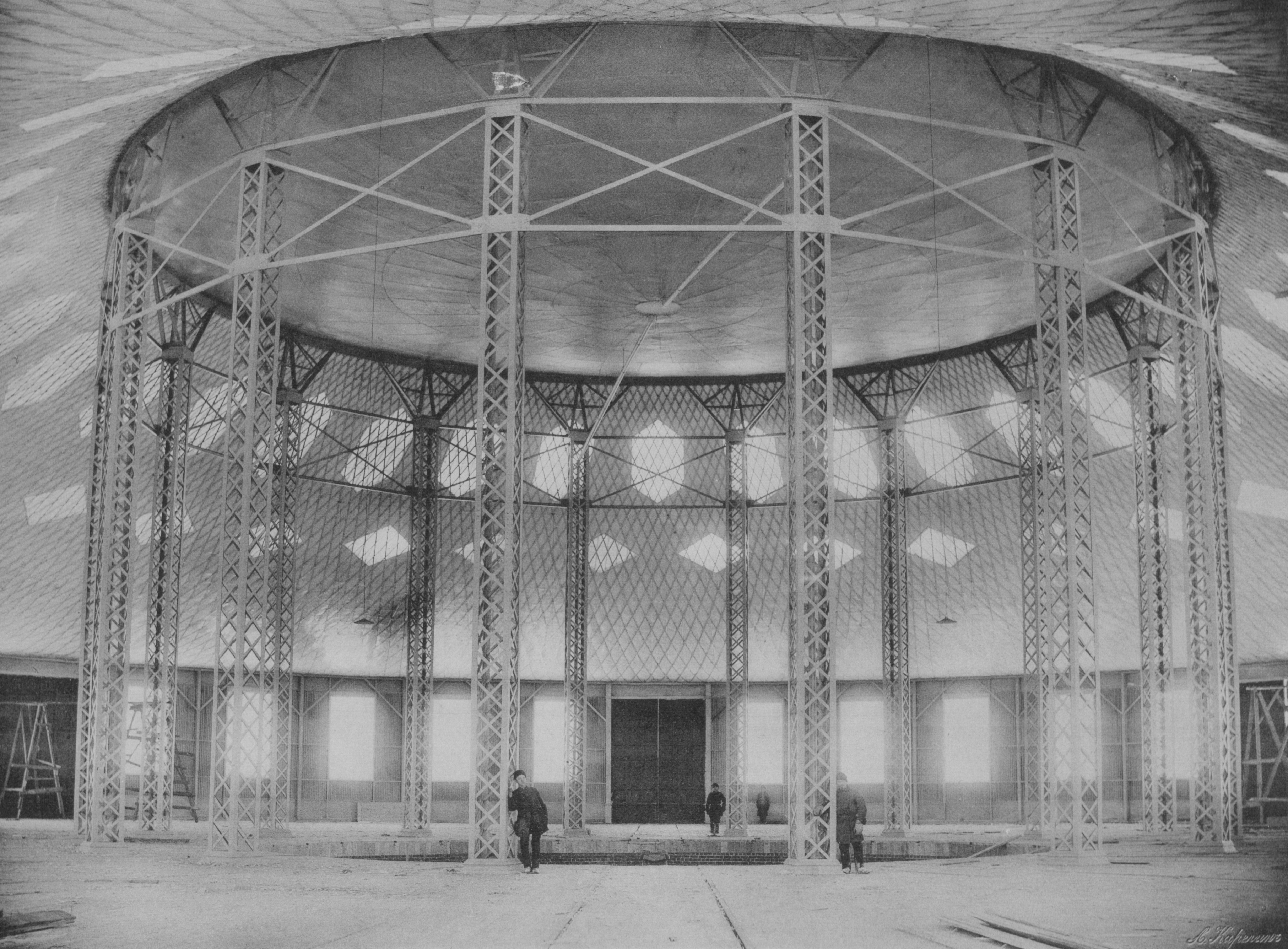
Estructura de membrana feta d'acer i material de tracció.

Una  membrana elàstica  és cos elàstic de petit gruix i escassa rigidesa flexional que només pot resistir tensions de tracció.

## Descripció geomètrica
Geomètricament una membrana es caracteritza per posseir una superfície mitjana corba i un petit gruix a un costat i altre de la superificie mitjana. Normalment els punts d'una làmina es representen mitjançant tres paràmetres ( u, v, z ), dos d'ells ( u, v ) per a representar la superfície mitjana i un altre a la direcció perpendicular per representar el gruix. Així els punts d'una membrana poden representar mitjançant el vector de posició:

{\displaystyle \mathbf {r} (u,v,z)={\vec {R}}(u,v)+z\mathbf {n} }

On:
{\displaystyle \mathbf {R} (u,v)} és el vector de posició d'un punt de la superfície mitjana.
{\displaystyle \mathbf {n} } és el vector normal en cada punt a la superfície mitjana.
{\displaystyle -h/2\leq z\leq h/2} és una coordenada al llarg del gruix.
{\displaystyle h\,}, és el gruix total de la membrana
Quan s'apliquen forces des del costat convex i en la direcció del vector normal a la superfície mitjana la membrana es deforma per l'efecte d'aquests d'esforços normals. En cada punt d'aquesta superfície les tensions de la membrana estarà relacionada amb les forces que actuen i els radis de curvatura segons dues direccions perpendiculars.

## Equacions d'equilibri
En termes de la pressió normal a la superfície mitjana d'una membrana les tensions segons dues direccions perpendiculars es relacionen mitjançant:

(1){\displaystyle {\frac {\sigma _{u}}{\rho _{u}}}+{\frac {\sigma _{v}}{\rho _{v}}}={\frac {p}{h}}}

On:
{\displaystyle u,v\,} són dos coordenades ortogonals sobre la superfície mitjana de la membrana.
{\displaystyle \rho _{u},\rho _{v}\,} són els radis de curvatura de les línies coordenades  o  i  v .
{\displaystyle \sigma _{u},\sigma _{v}\,} són els tensions segons de les línies coordenades  o  i  v .
{\displaystyle p\,}, és la pressió perpendicular a la membrana.
{\displaystyle h\,}, és el gruix de la membrana.

## Membrana de Prandtl
Un cas particular de membrana és el d'una membrana de forma gairebé plana, és a dir, la desviació respecte a la forma plana és petita, i amb una tracció per unitat de longitud constant en la seva vora. En aquest suposat la(1)es pot escriure calculant l'invers del radi de curvatura a partir de la derivada segona de la deflexió respecte a la forma recta. Resulta així l'equació:

(2){\displaystyle {\frac {\partial ^{2}w}{\partial x^{2}}}+{\frac {\partial ^{2}w}{\partial i^{2}}}={\frac {p}{t}}}

On:
{\displaystyle w\,} és la deflexió de la membrana des del pla original.
{\displaystyle p\,} és la pressió perpendicular a la membrana.
{\displaystyle t\,} és la tracció per unitat de longitud uniforme a la vora de la membrana.

### Analogia de Prandtl
L'anterior equació de la membrana va ser usada per Prandtl (1903) per estudiar les tensions de torsió, de tipus Saint-Venant pura, en un element resistent de secció no circular. Concretament Prandtl va provar que si es considera una membrana de la mateixa manera que la secció resistent a la torsió pretén estudiar i se sotmet a aquesta membrana a una diferència de pressió entre una banda i un altre de la membrana, la forma adoptada per la membrana informa de com seria les distribució en el cas de la torsió.
Per veure en detall l'analogia de la membrana de Prandtl, es considera el camp vectorial de tensions tangencials associades a la torsió, que a més compleixen l'equació:

{\displaystyle {\boldsymbol {\tau }}=(\tau _{zx},\tau _{zi}),\qquad {\frac {\partial \tau _{zx}}{\partial x}}+{\frac {\partial \tau _{zi}}{\partial i}}=0}

Per a una secció simplement connexa el vora sigui una corba suau, pot definir una funció escalar de tensions tal que:

(3){\displaystyle \tau _{zx}={\frac {\partial \phi }{\partial i}},\tau _{zi}=-{\frac {\partial \phi }{\partial x}},\qquad {\frac {\partial ^{2}\phi }{\partial x^{2}}}+{\frac {\partial ^{2}\phi }{\partial i^{2}}}=-2G\theta }

Sent {\displaystyle \theta \,} l'angle girat per la secció sota l'efecte de la torsió. Aquesta equació és anàloga a(2)si es fan les següents identificacions:

## Dipòsits per a fluids
Els dipòsits per contenir fluids es caracteritzen per tenir un estat de tracció biaxial. En els dipòsits que contenen gasos, la pressió es pot considerar uniforme sobre totes les parets, mentre que en els dipòsits que contenen líquids la pressió que aquest exerceix sobre les parets varia amb l'altura.

### Dipòsit cilíndric sota pressió uniforme
En un dipòsit cilíndric de radi  R  i alçada  V , sotmès a una pressió uniforme  p , la tensió màxima es dona en direcció perimetral i la tensió mínima en direcció longitudinal, concretament la primera és el doble de l'altra. Usant coordenades cilíndriques i usant el fet que el radi de curvatura en direcció longitudinal és infinit s'ha de:

{\displaystyle \lim _{R_{z}\to \infty }\left({\frac {\sigma _{z}}{R_{z}}}+{\frac {\sigma _{\theta }}{R_{\theta }}}\right)={\frac {\sigma _{\theta }}{R}}={\frac {p}{e}}\qquad \Rightarrow \qquad \sigma _{\theta }={\frac {pR}{e}}}

On:
{\displaystyle i\,}, és el gruix de la paret del dipòsit.
{\displaystyle \sigma _{\theta },\sigma _{z}\,}, són les tensions perimetral i longitudinal respectivament.
La tensió longitudinal es pot obtenir calculant la tensió de tracció d'una meitat del dipòsit sobre l'altra, l'equació de equilibra porta a:

{\displaystyle (2\pi Rt)\sigma _{z}=(\pi R^{2})p\qquad \Rightarrow \qquad \sigma _{z}={\frac {pR}{2e}}}

### Dipòsit esfèric sota pressió uniforme
En un dipòsit esfèric de radi  N , sotmès a una pressió uniforme  p , la tensió màxima és idèntica en totes direccions ve donada per:

{\displaystyle {\frac {\sigma }{R}}+{\frac {\sigma }{R}}={\frac {p}{e}}\qquad \Rightarrow \qquad \sigma ={\frac {pR}{2e}}}

On:
{\displaystyle i\,}, és el gruix de la paret del dipòsit.

### Dipòsit cilíndric per a líquids
En un dipòsit cilíndric de radi  N , ple d'un líquid de densitat ρ fins a l'altura  V , la pressió augmenta linealment sota la superfície lliure del fluid. La tensió en direcció perimetral a una alçada  i  es calcula de manera senzilla:

{\displaystyle \lim _{R_{z}\to \infty }\left({\frac {\sigma _{z}}{R_{z}}}+{\frac {\sigma _{\theta }}{R_{\theta }}}\right)={\frac {\sigma _{\theta }}{R}}={\frac {\rho g(Hy)}{e}}\qquad \Rightarrow \qquad \sigma _{\theta }=\rho g(H-i){\frac {R}{e}}}

On:
{\displaystyle i\,}, és el gruix de la paret del dipòsit.
{\displaystyle \sigma _{\theta },\sigma _{z}\,}, són les tensions perimetral i longitudinal respectivament.
La tensió longitudinal dependrà en aquest cas fortament de la manera de sustentació del dipòsit.